# Bargoed
Bargoed (en gallois : Bargod) est une ville et une communauté de la Vallée de la Rhymney, au pays de Galles, c'est l'une des vallées du sud du Pays de Galles. Elle se trouve sur la Rhymney, dans le county borough de Caerphilly et chevauche les anciennes frontières du Glamorgan et du Monmouthshire. Bargoed se trouve dans le Glamorgan et Aberbargoed dans le Monmouthshire. Le « Grand Bargoed » (Great Bargoed), tel que défini par le conseil du comté de Caerphilly, comprend les villes de Bargoed, Aberbargoed et le village de Gilfach. La population totale de ces localités est d'environ 13 000 habitants. 
Le club de rugby de la ville détient le record du monde du plus grand nombre de victoires consécutives en championnat et a été désigné l'équipe de l'année par le magazine World Rugby en 2005.

## Toponymie
Le sens anglais du nom de la ville, en langue galloise, Bargod, signifie « la frontière ». La prononciation du nom de la ville varie selon la rue. Il existe de nombreuses variantes, du Welsh Barr-god standard au Bar-goyd anglais en passant par le Baa-Gud et le Baa-Go-Ed informels.

## Histoire
À l'origine une ville de marché, Bargoed est devenue une ville importante après l'ouverture d'une houillère en 1903. En 1921, Bargoed avait une population de 17 901 habitants ; celle-ci n'a cessé de diminuer depuis lors, la demande générale de charbon gallois continuant de baisser. La houillère qui a fait l'objet d'un tableau de L. S. Lowry a fermé dans les années 1970. Son ancien site est maintenant un parc en pleine campagne.

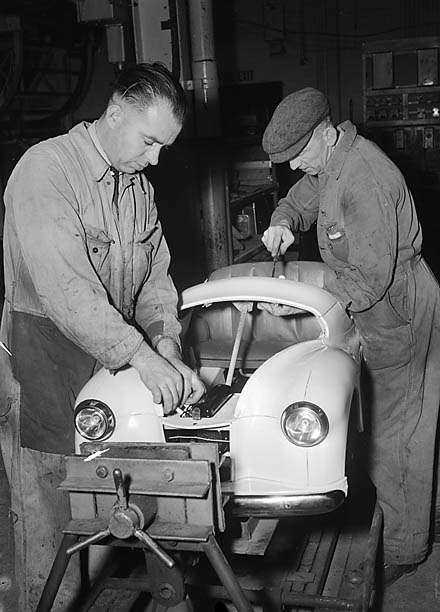
Voitures à pédales Austin, fabriquées à Bargoed.

La ville a abrité une usine construite par Austin Motor Company à partir de 1949. Il s'agissait d'un projet du président d'Austin Leonard Lord, financé par le gouvernement, pour employer des mineurs souffrant de pneumoconiose, une maladie pulmonaire causée par une inhalation prolongée de poussière. En 1945, on estimait que 5 000 mineurs du sud du Pays de Galles étaient affectés par la maladie dans la mesure où ils ne pouvaient plus travailler dans l'industrie du charbon. L'usine Austin à Bargoed est devenue la première usine au monde où chaque employé était handicapé[citation nécessaire]. Les ex-mineurs pouvaient travailler à Bargoed sous surveillance médicale à plein temps et avec des installations médicales sur-site, à l'usine. Le travail en usine était naturellement adapté, le principal produit étant la voiture à pédales pour enfants J40. Le succès et l'efficacité de l'usine ont été tels que 150 hommes étaient employés en 1953 et Austin a commencé la fabrication de petites pièces en métal pour ses voitures de grande taille, telles que des pièces de tableau de bord, des plaques d'immatriculation de voiture et des cache-culbuteurs. En 1965, plus de 500 ouvriers, tous atteints de pneumoconiose, travaillaient à l'usine. La production des voitures à pédales J40 a pris fin en 1971 mais les autres fabrications de l'usine l'ont maintenue ouverte. L'amélioration des conditions dans l'industrie minière et la lente réduction du nombre de mines et de travailleurs dans la région ont fait que l'objectif de l'usine a commencé à devenir superflu dans les années 1980. Le nombre d'employés a lentement baissé et les nouveaux travailleurs n'avaient plus à être atteints de pneumoconiose. La fin de la production du moteur Austin A-Series en 1999, dont le cache-culbuteurs était fabriqué uniquement à Bargoed, signifiait que l'usine (alors sous la propriété du Rover Group ) employant 45 personnes, dont seulement 11 étaient enregistrées comme handicapées, a fermé,.
Après la fermeture de l'industrie locale, de nombreux habitants de Bargoed ont commencé à connaître des difficultés financières ; il est difficile de dire si la ville s'en remettra un jour.

## Administration
Une circonscription électorale porte le nom de Bargoed. Au recensement de 2011, cette circonscription compte 6 196 habitants.

## Renaissance

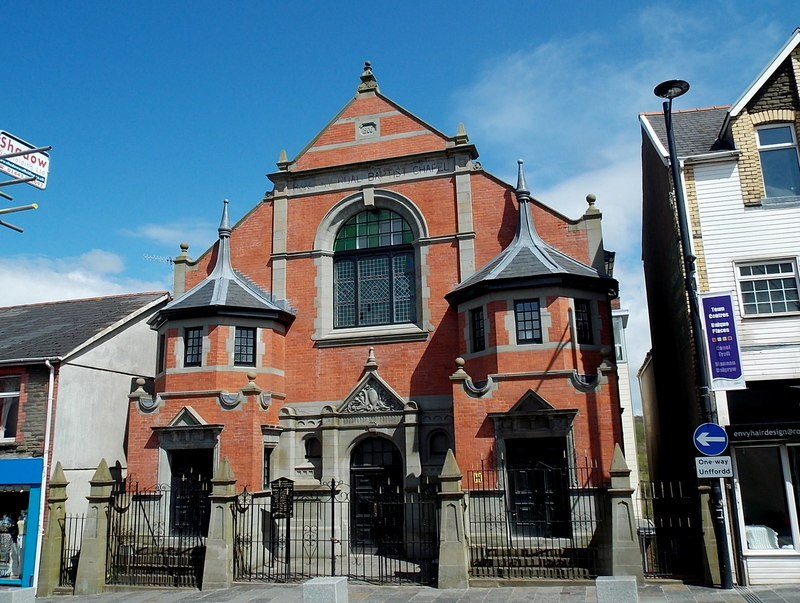
La chapelle baptiste, reconvertie en bibliothèque publique.

La ville a connu un vaste programme de réaménagement qui comprenait une voie de contournement (traversant la vallée, avec des liaisons vers le centre-ville de Bargoed, Aberbargoed et Gilfach),  supermarché Morrisons et station-service, une nouvelle gare routière, repavage de la route au cœur de la ville, parking de plus de 400 places, nouvelle bibliothèque, trois nouveaux bureaux, un espace détente où se trouvait l'ancienne gare routière sur Hanbury Square et sept magasins. Le domaine culturel est en cours d'amélioration avec un cinéma Odéon mais le secteur reste sous-développé à l'été 2015. Un réaménagement de l'ancien hôtel Plasnewydd en Murray's a vu l'arrivée d'une maison publique moderne et accueillante avec toutes les installations les plus modernes et les plus hygiéniques auxquelles les gens puissent prétendre.
La chapelle baptiste d'Hanbury Road, classée Grade II*, a été convertie en bibliothèque publique qui comprend un service d'assistance et de conseil, une suite informatique, un salon-café et une petite chapelle. L'orgue (maintenant silencieux) occupe sa position dominante d'origine surplombant le rez-de-chaussée principal, tandis que l'ancienne galerie de la chapelle abrite une importante collection d'ouvrages de référence. À l'arrière de la bibliothèque, un nouveau mini-parc a été créé.
Les sites des anciennes houillères de Bargoed, Gilfach et Britannia ont été aménagés en parc naturel récréatif avec un réseau de sentiers de chaque côté de la rivière Rhymney. Les figures des mineurs de ces trois communautés sont devenues l'inspiration pour les sculptures en bois dans le parc, tandis qu'à Hanbury Square, un groupe de trois immenses têtes de travailleurs de la mine domine la place à plusieurs niveaux.

## Transports
La ville est desservie par la gare de Bargoed avec des services vers Cardiff, Penarth et Barry.
Bargoed Bus Interchange est situé à l'extrémité nord de la ville, avec des services locaux et des lignes vers Blackwood, Ystrad Mynach, Caerphilly et Newport, entre autres.
La route de contournement A469 relie la route A465 Heads of the Valleys au nord et l'A470 au sud, desservant Cardiff et reliant l'autoroute M4 est-ouest.

## Enseignement
L'école technique de Bargoed Grammar existait en tant qu'école locale avant la création de Heolddu Comprehensive School. Certains des bâtiments du lycée de Park Crescent ont été utilisés des années 1980 à 2002 pour la première école polyvalente de langue galloise de la vallée, Ysgol Gyfun Cwm Rhymni. Elle a maintenant déménagé dans un nouveau site construit à cet effet en Fleur-de-Lys. Les écoles primaires comprennent l'école St Gwladys Bargoed, l'école primaire Park, l'école primaire Aberbargoed, l'école primaire Gilfach Fargoed et une école galloise Ysgol Gymraeg Gilfach Fargod.

## Personnalités

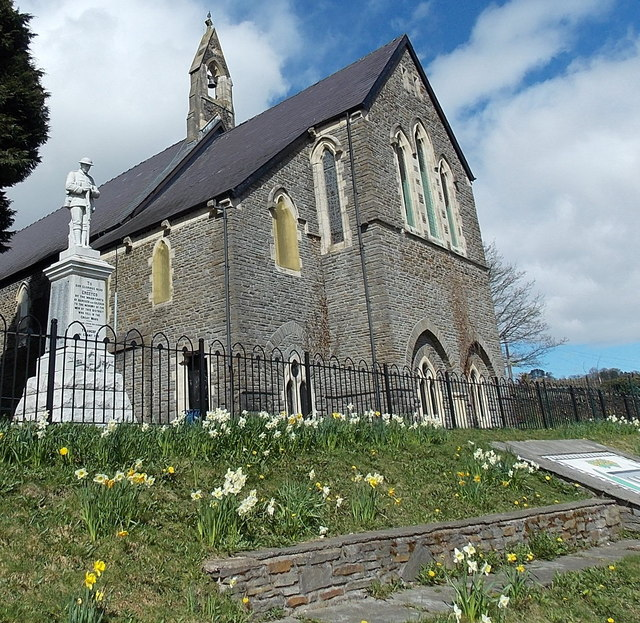
L'église Sainte-Gladys et le mémorial de guerre construit par souscription publique.

- Nathan Cleverly (1987–), boxeur, a grandi à Bargoed et a fréquenté Heolddu Comprehensive School[réf. nécessaire].
- Sam Cookson (1891–?), footballeur.
- Alun Hoddinott (1929–2008), compositeur de musique classique, reconnu internationalement.
- Tegan Nox (1994–), lutteur professionnel, a signé au WWE, né à Bargoed, a fréquenté Heolddu Comprehensive School.
- Morgan Phillips (1902–1963), secrétaire général du Labour Party de 1944 à 1961, a grandi à Bargoed.
- Ivor Powell (1916–2012), footballeur professionnel et entraîneur, né à Gilfach-Bargoed le 5 juillet 1916.
- David Probert (1988–), jockey 2008, a fréquenté Ysgol Gymraeg Gilfach Fargod et Ysgol Gyfun Cwm Rhymni.
- John Tripp (1927–1986), poète Anglo-Gallois et écrivain, né à Bargoed.
- Mark Williams (1975–), World Snooker Champion en 2000, 2003 et 2018, Emporium Snooker Hall[4].
- Luke Evans (1979- ), acteur-chanteur, a grandi a Aberbargoed.